# Hatley (canton)
Pour les articles homonymes, voir Hatley.
Hatley est un canton canadien du Québec situé dans la région administrative de l'Estrie et créé le 25 mars 1803 par proclamation publiée dans la Gazette officielle du Québec. La municipalité de canton de Hatley et la municipalité de Hatley ont été établies sur cette division territoriale.

## Toponymie
Son nom est emprunté à la toponymie anglaise.

## Géographie
Le canton se trouve à 45° 10′ N, 72° 05′ O. Sa superficie est de 21 235 hectares.

## Démographie
| 2001  | 2006  | 2011  | 2016  |
| ----- | ----- | ----- | ----- |
| 1 491 | 1 786 | 2 003 | 2 106 |

## Note et référence
1. ↑  «Hatley», Topos sur le Web, La Banque de noms de lieu du Québec, Québec, Commission de toponymie du Québec
2. ↑  « Statistique Canada - Profils des communautés de 2006 - Hatley, CT » (consulté le 14 juillet 2020)
3. ↑  « Statistique Canada - Profils des communautés de 2016 - Hatley, CT » (consulté le 13 juillet 2020)